# Route nationale 538
La route nationale 538 (RN 538 o N 538) è stata una strada nazionale francese che partiva da Vienne e terminava a Marsiglia. Nacque nel 1933 ed oggi è completamente declassata.

## Percorso
Cominciava in città all’intersezione con la N7 per dirigersi a sud-est. Giungeva a Beaurepaire ed Hauterives, proseguendo verso sud. Attraversava l'Isère a Romans-sur-Isère, continuava per Montélier e Chabeuil. Dopo Crest attraversava un territorio montuoso, servendo Nyons e Vaison-la-Romaine (al confine tra Drôme e Vaucluse ora cessa di chiamarsi D538 e prende il nome di D938).
In seguito passava per Carpentras, L'Isle-sur-la-Sorgue, Cavaillon e Plan-d'Orgon, da dove partiva un troncone in comune con la N7 che finiva a Sénas. Il tratto Sénas-Salon-de-Provence fu l'ultimo ad essere declassato (D538), nel 2006, a differenza dei precedenti, che furono rinominati nel 1972. L'ultima sezione, che conduceva a Marsiglia per Rognac e Vitrolles, venne riassegnata alla N113 già nel 1952.